# Instituto Nicaragüense de Telecomunicaciones y Correos
El Instituto Nicaragüense de Telecomunicaciones y Correos (TELCOR) es el ente regulador de las telecomunicaciones y servicio postal en Nicaragua. Fue fundado en 1982 durante el gobierno de Daniel Ortega en la Revolución Sandinista. está presidido por Nahima Díaz Flores.
El Instituto Nicaragüense de Telecomunicaciones y Correos (TELCOR) es el "Ente Regulador" de los Servicios de Telecomunicaciones y Servicios Postales, una institución estatal, la cual tiene como funciones la normación, regulación, planificación técnica, supervisión, aplicación y el control del cumplimiento de las Leyes y Normas que rigen la instalación, interconexión, operación y prestación de los Servicios de Telecomunicaciones y Servicios Postales.
Le corresponde a TELCOR la Administración y Regulación del Espectro de Frecuencias Radioeléctricas, así como también el otorgamiento de concesión, licencia, permiso o certificado de registro (de conformidad con la Ley y demás disposiciones legales aplicables) a Empresas interesadas en prestar Servicios de Telecomunicaciones y Servicios Postales o hacer uso de Frecuencias del Espectro Radioeléctico.